# Jacques Ouellet (linguiste)
Pour le poète, voir Jacques Ouellet.
Pour les articles homonymes, voir Ouellet.
Jacques Ouellet est un linguiste québécois et professeur en linguistique française au département de langues, linguistique et traduction de la faculté des lettres et sciences humaines de l’Université Laval à Québec.
Ses travaux de recherche exploitent les avancées de la psycho-systématique du langage de Gustave Guillaume pour exposer les fondements de la grammaire et de la lexicologie dans le plan de la représentation conceptuelle.

## Travaux
Initié par le professeur Roch Valin à une analyse de la systématique du langage dont la première ébauche remonte au Problème de l’article, il a collaboré à l’édition des Leçons de linguistique en établissant le texte de conférences portant sur les principes d’analyse, sur l’application de la méthode et sur la théorie des parties du discours dans le cadre du Fonds Gustave Guillaume .
Considérant qu’un mot est le signe d’un concept associant une composante grammaticale et une composante lexicale, cette recherche s’est préoccupée de définir explicitement chacune des catégories de concepts que comporte la grammaire du français : le nom, le pronom, le participe, le verbe infinitif, le verbe personnel, l’adverbe, le coordonnant et la préposition. 
La méthode met en cause l’association symbolique du signe au signifié, la définition du mot, du syntagme et de la phrase, aussi bien que la distinction du concept et du référent et la valence syntaxique des parties du discours, exploitant leur aptitude à remplir un éventail de fonctions complémentaires pour en justifier le classement. 
La démarche se fonde sur l’analyse des notions grammaticales qui les constituent et sur les relations qui les associent aux notions lexicales pour en définir la structuration.  Identifiant les différentes fonctions de la composante lexicale dans la formation des concepts, elle définit, sur la base de leur valeur conceptuelle caractéristique, l’opposition de l’adjectif et du substantif, celle du nom et du pronom, celle du participe et du verbe, ainsi que celle du coordonnant et de la préposition, et propose une révision du classement traditionnel des adverbes, des pronoms, des comparatifs et des conjonctifs. 
Cette démarche entend également rendre compte de la valeur conceptuelle des genres féminin et masculin, de l’alternance des voix active et passive dans le cadre du participe, de celle des aspects perfectif et imperfectif, des temps passé, présent et futur, et des modes indicatif et subjonctif dans le cadre du verbe, de même que de l’opposition de ses structures transitive, réflexive et intransitive.
L’analyse d’une série de notions intégrées à leur composante lexicale permet par ailleurs d’en expliquer la valeur référentielle dans l’usage.
Sémantique conceptuelle du français présente les résultats de cette étude comparative des notions et des relations qui fondent la grammaire et la lexicologie du français en accordant une attention particulière à l’économie du système de conceptualisation et à la cohérence de l’analyse. 
Mettant à contribution les acquis de la grammaire traditionnelle, de la linguistique structurale et de la sémantique linguistique dans le plan de la morphologie, de la syntaxe et de la lexicologie, l’ouvrage s’attache à mettre en évidence les propriétés des concepts qui conditionnent les relations grammaticales et les relations logiques qui articulent la formulation du discours.  
Se voulant accessible à tous ceux qu’intéressent ces articulations fondamentales, il met au premier plan la description des faits en exposant l’analyse de quantité de formulations usuelles et d’exemples attestés pour illustrer la complémentarité des différents modes d’expression que manifeste l’usage du français.